# Dommolen
De Dommolen of Molen Dom is een windmolenrestant in de Antwerpse plaats Nijlen, gelegen aan Statiestraat 2.
Deze ronde stenen molen van het type beltmolen fungeerde als korenmolen.

## Geschiedenis
Vanouds stond hier een standerdmolen. De huidige stenen molen werd in 1856 gebouwd. In 1914 werd de molen vernield. Het gevlucht verdween en de romp werd beschadigd. Later werd ook de, met stenen muren omringde, molenbelt afgegraven en werd de romp ingekort. In 1926 werden gebouwen van een mechanische maalderij opgericht. Uiteindelijk kwam de romp tussen de blokvormige gebouwen in te staan, waaronder het café De Molen.